# Oeciacus hirundinis
Ceratophyllus hirundinis é um insecto hematófago pertencente à ordem Hemiptera, comummente encontrado em ninhos de andorinha-dos-beirais.